# 瑟门山脉

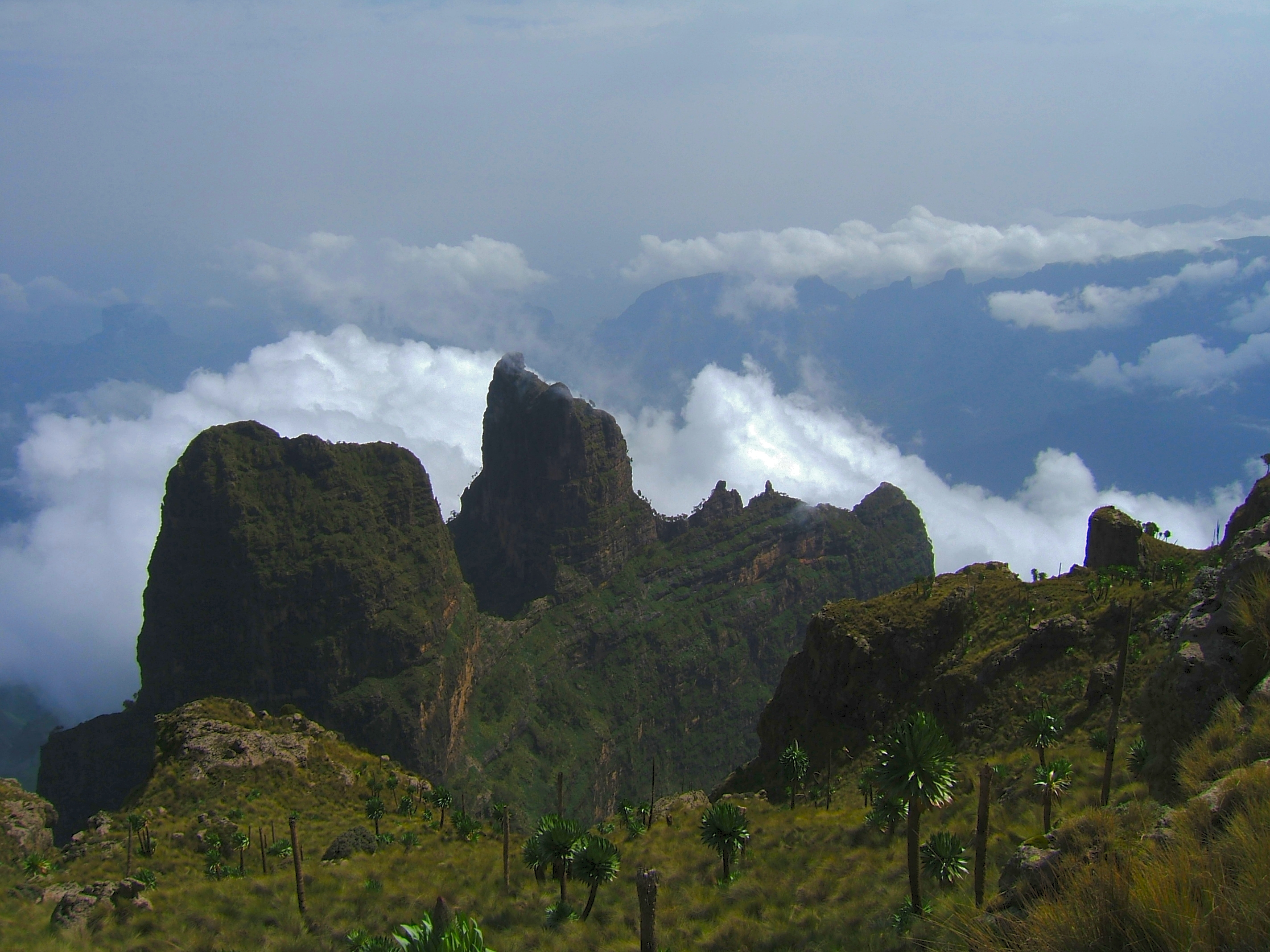
瑟門山脈

瑟門山脈（羅馬化：Se̠men Te̠rara），又譯塞米恩山脈，是埃塞俄比亞北部的山脈，位於貢德爾東北面，最高點是海拔高度4,543米的拉斯德真峰。瑟門山脈被聯合國教育科學文化組織列入世界遺產，是非洲少數經常下雪的地區之一，而瑟門山國家公園也設於該地區。

## 外部連結
- Semien Mountains at NASA Earth Observatory
- Geology and History of the Semien Mountains[永久]

13°29′34″N 38°26′37″E / 13.49278°N 38.44361°E